# لكزس أر سي
لكزس أر سي (بالإنجليزية: Lexus RC)‏هي سيارة تنفيذية مدمجة تم انتاجها من قبل شركة لكزس. تم الكشف عنها في معرض طوكيو للسيارات 2013.